# (766174) 2014 GQ101
(766174) 2014 GQ101 est un objet transneptunien considéré comme centaure, découvert en 2014, avec un aphélie supérieur à 900 UA.